# Positiver Frieden
Positiver Frieden ist ein Konzept des norwegischen Friedensforschers Johan Galtung, das er um 1971 entwickelte. Gemeint ist damit ein Frieden, der nicht allein in der Abwesenheit von internationaler Gewaltausübung besteht, sondern in der Abwesenheit von personaler Gewalt und struktureller Gewalt in allen Gesellschaftsbereichen.
Laut dem norwegischen Friedensforscher Han Dorussen zeichnet sich positiver Friede besonders durch eine geringe Zahl intergesellschaftlicher Konflikte aus. Konflikte, wie die Rassenunruhen in den Vereinigten Staaten, können den positiven Frieden auch in Industrienationen stören.
Das Konzept war auch bereits in der amerikanischen Bürgerrechtsbewegung bekannt. Martin Luther King sagte einmal: „Wahrer Friede ist nicht die bloße Abwesenheit von Spannung; es ist die Gegenwart von Gerechtigkeit.“
Dieses theoretische Konzept fand seinen Widerhall in Formulierungen von Politikern wie Erhard Eppler: „Friedenspolitik bedeutet, dass man die Ursachen zu beseitigen versucht, die zu einem Krieg führen können.“ (Interview 1972) und Willy Brandt: „Not ist Konflikt. Wo Hunger herrscht, ist auf Dauer kein Friede. […] Wir werden uns entschließen müssen, mit ritualisierten Traditionen zu brechen: Wer den Krieg ächten will, muss auch den Hunger ächten“ (Ansprache vor der UNO-Vollversammlung Anfang Oktober 1973).
Für Galtung ging das Konzept des positiven Friedens mit den Konzepten von sozialer Verteidigung und gewaltfreier Aktion einher. Soziale Verteidigung könne sich nur eine Gesellschaft leisten, hinter der die überwiegende Mehrheit der Bevölkerung stehe.
Die Ziele des positiven Friedens sind zum einen der dauerhafte Frieden, Friedenssicherung und die friedvolle gewaltfreie Gesellschaft. Dieser Frieden kann allerdings nur durch Gerechtigkeit, durch Einhaltung von Menschenrechten, Versöhnung und Verständigung, Aufbauhilfen und Kriegsfolgebewältigung erreicht werden.